# Dwa koty i pies
Dwa koty i pies – polski serial animowany wyprodukowany w latach 1988–1993 w Studiu Miniatur Filmowych w Warszawie. Autorami scenariusza byli Bogdan Nowicki, Zenon Sawa, Włodzimierz Matuszewski, Leszek Marek Gałysz, Leszek Komorowski, Iwona Rybicka i Joanna Zacharzewska.
Serial został poddany rekonstrukcji cyfrowej i digitalizacji w ramach państwowego projektu rekonstrukcji polskich filmów i seriali fabularnych.

## Spis odcinków
1. Karate
2. Na wakacjach
3. Cudowne lekarstwo
4. Spaghetti
5. Szkoła narciarska
6. Napad na bank
7. Złota rybka
8. Krecia robota
9. Kabaret
10. Łowy
11. Piękna sąsiadka
12. Nieustraszeni pogromcy duchów
13. 101 kurczaków
14. Poszukiwacze złota
15. Nauczyciel tańca
16. Jeep
17. Dyliżans
18. Hi-Fi
19. Motocross
20. Kajak
21. Spływ kajakowy
22. W górach
23. Trzech kelnerów
24. W rękach korsarzy
25. Trzecie życzenie
26. Na desce i pod deską
27. Basen

Muzykę skomponowali Waldemar Kazanecki (1-16) i Krzysztof Marzec (17-27).
Serial został wydany na VHS. Dystrybucja ITI Home Video
W 2013 roku serial został poddany rekonstrukcji cyfrowej. Odcinek "Karate" został wydany w wersji zrekonstruowanej cyfrowo w Klasyce Polskiej Bajki wyłącznie na DVD "Dziwne przygody Koziołka Matołka i inne bajki".